# Pere Antoni Torres i Jordi
Pere Antoni Torres i Jordi (Tarragona, 1844 – l'Espluga de Francolí, 3 d'octubre de 1901) fou un escriptor, periodista i polític català, diputat a les Corts Espanyoles durant la restauració borbònica.

## Biografia
Estudià al Seminari Conciliar de Tarragona i després a Palma. Es casà amb una cunyada de Frederic Pons i Montells. El 1865 fou nomenat secretari del Comitè Democràtic de Tarragona. Va formar part del Partit Constitucional i participà en les conspiracions de Joan Prim i Prats, del que en fou secretari, raó per la qual fou deportat a Canàries. Amb la revolució de 1868 va tornar a Catalunya i fou secretari del govern civil de la província de Lleida (1869-1870) i de la província d'Alacant (1870-1871). El 1871 fou nomenat governador civil de la província de Girona i fou elegit diputat per Tremp a les eleccions generals espanyoles d'abril de 1872. Durant el seu mandat com a governador de Girona, en l'etapa prèvia a les eleccions, destacà per les seves múltiples accions adreçades a assegurar la victòria del partit governamental. En concret, efectuà una gira per tota la província cessant de forma fulminant a tots els ajuntaments "sospitosos"; alhora feu el mateix amb la Diputació Provincial. De fet, en una província on els carlins i republicans eren àmpliament majoritaris, aconseguí l'elecció de tots els candidats governamentals -les demarcacions electorals eren unipersonals-, excepte a la demarcació de La Bisbal, que es deixà pels republicans, ja que no es presentà cap candidat del Govern.
Quan el 1873 es va proclamar la Primera República Espanyola es va apartar de la política i va escriure nombroses peces de teatre en català, alhora que proposava Víctor Balaguer i Cirera la construcció d'un teatre on es representessin només obres en català. Alhora, es va relacionar amb el Felibritge i en fou nomenat majoral. Va fundar diversos diaris, com La Opinión i La Prensa de Tarragona, alhora que col·laborava a Crónica de Cataluña a Barcelona. El 1882 va dirigir la Vanguardia i fou president de l'Ateneu Tarraconense de la Classe Obrera.
Després del cop del general Pavía (1874) fou nomenat governador civil de les províncies de Màlaga i de Granada. Fou elegit diputat per Tarragona a les eleccions generals espanyoles de 1879, per Gandesa a les de 1881, per Torroella de Montgrí a les de 1886, per Puigcerdà a les de 1893 i per Valls a les de 1896, dins les files del Partit Liberal Fusionista. Va defensar els interessos de les companyies ferroviàries i el proteccionisme econòmic. Home de confiança de Práxedes Mateo Sagasta, el 1882-1883 fou Director General de Beneficència, el 1885 fou elegit governador civil de la província de València, el 1888 de Navarra i el 1889 secretari del Govern General de Cuba.
A banda de la vida política, Torres Jordi va fundar el Balneari de Les Masies a l'Espluga de Francolí. Casat amb Francesca Umbert i Gil, i sense fills, va morir a l'Espluga, a la seva casa de Villa Torres, on tenia les seves habitacions i el seu despatx.  

## Obra dramàtica
- El infante de Aragón (1864).
- La clau de casa (1873). Drama. Estrenat al teatre Novetats de Barcelona, el 4 de juny.
- Un cove de figues (1873). Comèdia. Estrenada al teatre Novetats de Barcelona, el 7 de juliol.
- La Verge de la Roca (1873). Estrenada al teatre Romea de Barcelona, el 2 desembre.
- La llàntia de plata (1876). Estrenada al Gran Teatre del Liceu de Barcelona, el 31 de març.
- L'alcalde de Vilaplana (1876). Estrenada al teatre del Bon Retir de Barcelona.
- L'encuentro de Constantí (1876)
- Lo full de paper (1878). Estrenada al teatre Novetats de Barcelona, el 21 de novembre.
- Del ball al bany (1880). Estrenada al teatre del Bon Retir de Barcelona, el 2 de setembre.
- Lo combat de Trafalgar (1885). Estrenada al teatre Novetats de Barcelona, 16 de desembre.
- Desitjar lo que no es vol (1886)
- Mestre Feliu. (1888). Estrenada al teatre Romea de Barcelona, el 25 de novembre.
- L'hereu Jordi (1892). Estrenada al teatre Novetats de Barcelona,
- La flor del camp (1898). Estrenada a l'Ateneu Tarraconense de la Classe Obrera, de Tarragona, el 22 de desembre.